# 関越トンネル

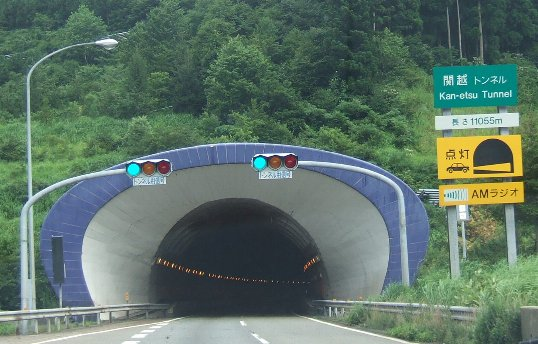
上り線用　2008年

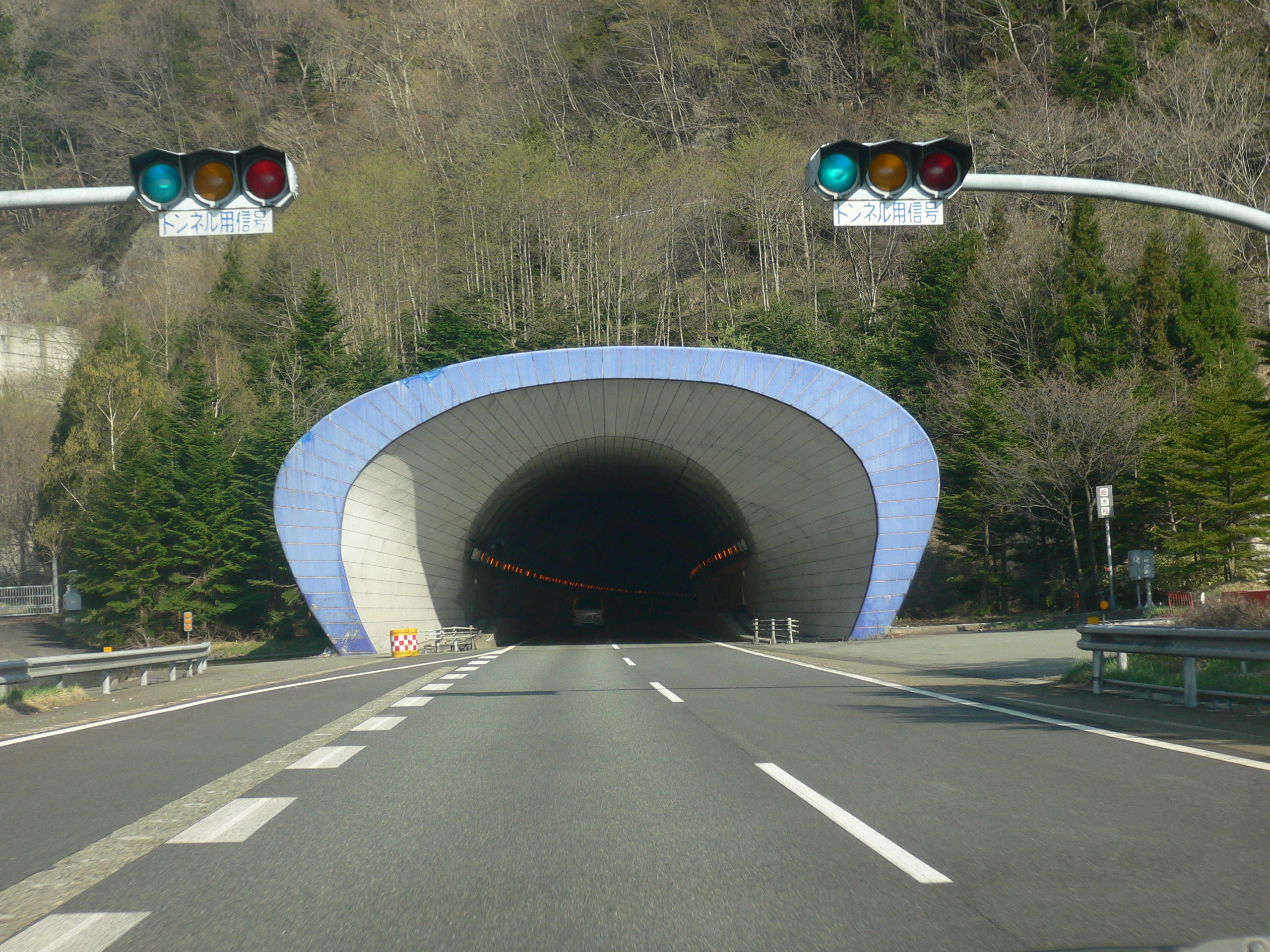
下り線用　2006年5月

関越トンネル（かんえつトンネル、英: Kan-etsu Tunnel）は、群馬県利根郡みなかみ町と新潟県南魚沼郡湯沢町の県境（上越国境）にある、関越自動車道のトンネル。全長は下り線が10,926メートル、上り線が11,055メートルで、谷川岳を貫く。

## 概要
群馬県利根郡みなかみ町の谷川岳PAと、新潟県南魚沼郡湯沢町の土樽PAの間にある自動車道路用の山岳トンネル。道路名と共に、その名の通り関東地方と越後（新潟県）の境界となる越後山脈（三国山脈）の直下を貫通している。道路トンネルとしては建設当時日本最長だったが、2015年（平成27年）3月7日に首都高速中央環状線の山手トンネル（全長18,200 m）が全通したことに伴い、その座を明け渡した。2025年現在、国内では山手トンネルに次いで2番目、世界でも35番目（en:List of longest road tunnels参照）の長さを有する長大トンネルである。ただし、山岳道路トンネル、また高速自動車国道のトンネルとしては依然として日本最長を維持している。
1963年7月に予定路線として立法化（関越自動車道建設法・昭和38年法律第158号）、1964年に建設省関東地方建設局および北陸地方建設局により調査が開始、1970年6月に群馬県渋川市から新潟県六日町に至る「基本計画」が策定、1972年6月に群馬県月夜野町から新潟県湯沢町までの「整備計画」が策定、同日日本道路公団へ「施工命令」発令、同年11月「実施計画」認可、1975年10月法線発表、1977年着工（工事開始は3月、坑口付けは湯沢側が7月、水上側が10月、起工式が11月）、1981年（昭和56年）2月9日に導抗、1982年（昭和57年）2月19日に本坑が貫通し、1985年（昭和60年）9月に竣工、10月2日に現在の下り線トンネルが片側1車線（暫定2車線）の対面通行で開通（供用開始）した。本トンネルの開通に伴い、関越道は練馬IC - 長岡JCT間の全線が開通し、日本初の列島横断道が完成した。その後、1986年1月に四車線化の施行命令が発令され、6月に二期線として上り線トンネルの工事が開始（坑口付けは10月）、1989年（平成元年）10月11日貫通、1991年（平成3年）7月18日に二期線本体工事が完成し、翌7月19日から9月1日までの暫定供用を経て、10月22日に開通。これにより関越道の全区間が4車線となった。
トンネル内は開通以来、最高速度が70 km/hに規制されていたが、2015年（平成27年）10月1日より80 km/hに引き上げられた。
また、谷川岳PA下り線にはトンネルの概要などを紹介した「とんねる館」が1992年（平成4年）4月23日から2014年（平成26年）まで存在していた。
2012年（平成24年）12月2日に発生した笹子トンネル天井板落下事故を受け、翌2013年（平成25年）7月にトンネル内部の天井板3枚を撤去する工事が行われた。
基本計画においては、まず、三国峠ルートと清水峠ルートが比較検討された。三国峠案が距離の長大さから廃案となり、次に湯檜曽から武能岳をトンネルで抜けて魚野川に沿って下る「湯沢ルート」が示された。清水ルートが明かり区間における雪崩の危険性や勾配の点から廃案となり、次に湯檜曽川から魚野川に抜ける5kmトンネル案と7kmトンネル案が示された。一方で、道路構造規格における勾配の緩和などに課題が残った。それらを受けて整備計画では新たに8kmトンネル案が生まれ、費用便益の試算や構造規格（第1種第3級）の確保の点から8km案が採用された。整備計画を元に調査が行われた結果、国立公園の保護地区にかかることや、仮設備・換気所といった用地の確保の点から計画の見直しが図られ、谷川本谷を橋梁で越えて約2kmのトンネルで阿能川に出る修正案（Aルート）と、谷川筋を完全に外して阿能川上流部から約11kmの長大トンネルで土樽に出る案（A'ルート）が示され、元々の8km案と共に詳細な検討が行われ、環境調査や費用の見積りなどの比較により、現在のルートに決定した。計画中は仮に谷川岳トンネルと呼ばれたが、1974年7月29日に田中角栄によって関越トンネルと命名された。

### 本坑
詳細設計はパシフィックコンサルタンツ、坑口（坑門工）デザインは柳宗理による。坑口部は突出型逆ベルマウス式形状（突出逆竹割型）で、トンネル侵入時の運転手の心理的抵抗や走行車両の空気抵抗の低減、妻面のラピスブルーの塗装は低反射によって瞳孔の暗順応が始まる仮想侵入点を坑口手前方向に延長する効果があり、側面に設けられた複数の開口部からの入射光は緩和照明の役割を果たして、トンネル内外の明暗差の緩和や人工照明器具の節約にもなっている。ランドマーク的景観や積雪対策においてもデザインの果たすところが大きい。
一期線（下り線トンネル）の工区は南側と北側の2つに分けられ、南側（群馬側・水上側）が間組・前田建設工業・飛島建設によるJV（共同企業体）、北側（新潟側・湯沢側）は熊谷組・大林組・佐藤工業によるJVが施行を請け負った。工事事務所所長は日本道路公団の大森勇、定塚正行、稲見悦彦。一期線の本坑工事においては、発破を用い、鋼製支保工と矢板の併用による「全断面掘削工法」が取られた（湯沢側の坑口から130m地点までは側壁導坑先進上部リングカット工法）。"山はね"に対しては「ロックボルト」が用いられた。発破のための穿孔には、古河機械金属グループの古河ロックドリルが開発した「トンネルドリルジャンボ」が投入された。総事業費は約630億円、工期は約8年7ヶ月。
二期線（上り線トンネル）では、南側が大林組・飛島建設・清水建設によるJV、北側は大成・西松・佐藤工業企業共同体が請け負った。南工事長は山本市治、北工事長は多賀直大。二期線では、コンクリート吹付けとロックボルト併用による「全断面NATM工法」が取られた。総事業費は約430億円、工期は約5年5ヶ月。

### トンネル設備

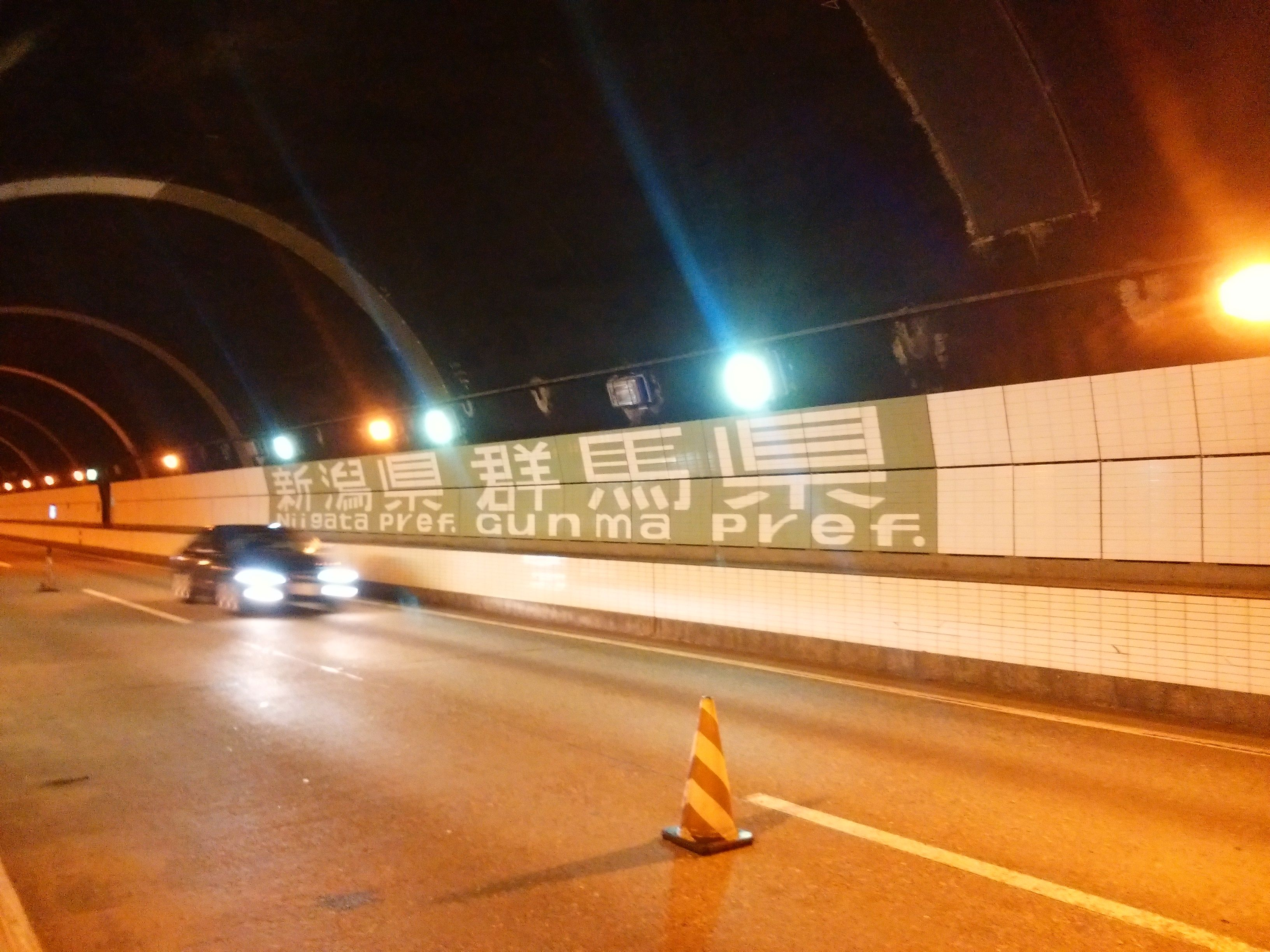
トンネル内にある新潟県と群馬県の県境部

事故・火災・故障車両発生などの緊急時に備え、上下線ともトンネル入口には信号機が設置されていて、手前には停止線がある。一定区間ごとにスプリンクラーと消火栓が設置されている。
トンネル内ではハイウェイラジオが放送されている（放送内容は上下線で別内容）。再送信は在京の民放AMラジオ3局（TBSラジオ、文化放送、ニッポン放送）とNHK第1東京局が行っている。なお、トンネル区間は新潟県内にかかっているが、新潟県域局の新潟放送 (BSNラジオ) とNHK新潟放送局のラジオ第1放送は再送信されていない。携帯電話での通話は全線で対応している。
トンネル内の電力は、走行車線側および追越車線側が、それぞれ東京電力パワーグリッドおよび東北電力ネットワークにより供給されている。これは、一方の送配電会社のみに起因して停電となっただけでトンネル内が消灯してしまうことを防ぐためである。
153キロポスト付近に群馬県と新潟県の県境があり、路面と壁に大きく線が引かれている。

### 換気設備
電気集塵機（富士電機製）と2箇所の換気所による「電気集塵機付立坑送排気縦流換気方式」が取られている。上下線合わせて48台のジェットファン（口径1500mm、松下製）が備えられ、万が一の火災発生時には風速抑制制御によって"風速零化"が試みられ、煙の拡散を抑える設計になっている。これらは、本トンネルによって本格的に採用され、以降の国内における長大トンネル建設の際に中心的な技術となった（これ以前には敦賀トンネルにおいて試験的に採用されている）。換気検討委員会は大橋秀雄や水野明哲らによる。開通前の1985年6月には、実際にトンネル内でガソリン火皿や乗用車、バスなどを燃やす大規模な実地試験が行われた。

### 換気所
トンネルの換気のため、谷川地下換気所（水上側から3,738 m地点、高さ180 m）、万太郎地下換気所（湯沢側から2,968 m地点、高さ194 m）が設けられている。
国立公園内にあり、環境への影響を極力少なくするため、トンネルの長大さに対して換気孔が2ヶ所のみという独特の設計となっている。地上部が非常に急峻な地形で登山道すらなく、作業道を開通させることができなかったことから、通常のトンネルと異なりトンネル内部から掘り上げる「アリマッククライマ工法（万太郎立坑）」「レーズボーラ工法（谷川立坑）」という特殊な工法で建設された。このため、換気所の地上部分については修景にまで手が回らず、打放しコンクリートという非常に無機質な外観となっている。

### 避難坑
上下線のトンネルの中間に平行して避難坑（避難用トンネル）が存在している。このトンネルは、建設時に地質調査や本トンネル建設作業のための先進導坑として掘られ、後に避難用として転用されたものである。両側の本線と避難坑は、下り線は約350 mおきに34本、上り線は約750 mおきに16本の避難連絡坑で結ばれ、火災等の緊急時には当該トンネルから避難坑へ、さらには反対側のトンネルへ避難することも可能である。
こうした避難坑の設置思想は、1979年（昭和54年）に発生した日本坂トンネル火災事故を教訓として、関越トンネル以降に建設された自動車用長距離トンネルにおいて一般化されたものである。

## 通行制限
全長が約11 kmにも及ぶ長大トンネルであるため、関越トンネルを含む水上IC - 湯沢ICの間は、柏崎刈羽原子力発電所の核燃料を搬送する許可車両を除いた危険物積載車両は通行できない。これらの車両が県境を越える際は月夜野IC・湯沢ICで流出し、国道17号（三国峠・新三国トンネル）を通行することになる。
また、下り線の場合は該当車両が水上ICで退出したとしても、接続する国道291号の群馬・新潟の県境にあたる清水峠は通行不能であり、結果として国道17号を利用するために月夜野IC付近まで戻る必要があり、下り線の月夜野ICおよび水上ICの手前、および上り線の湯沢ICの手前には該当車両に流出を促す標識がある。
なお、上り線を走行している該当車両がトンネル手前まで来てしまった場合には、下り線へUターンできるよう、土樽PAに退出路が設けられている。
またチェーン規制の際に、走行中にチェーンが切れて事故を誘発する恐れがあるため、金属製のタイヤチェーンを装着した車両の通行が禁止されており、スタッドレスタイヤを装着するか、トンネル両端部の谷川岳PA・土樽PAでチェーンの脱着作業を行う必要がある。非金属製のタイヤチェーンの場合はそのまま走行可能だが、路面との摩擦による破断を防ぐため、最高速度は50 km/hに規制される。
谷川岳PA・土樽PAまでチェーン規制が行われている場合や、降雪により今後チェーン規制を行う可能性がある場合は、スタッドレスタイヤ車や大型車を含め、すべての車両を両PAに誘導した上でタイヤの確認が行われる。

## 特別料金
トンネル維持・管理費が高額なため、トンネルにかかる水上IC - 湯沢IC間は、高速道路の対距離料金が他区間に比べ、1.6倍になっている（関越特別区間）。これは長距離トンネルである中央自動車道の恵那山トンネルと同様である。なお、2011年（平成23年）8月1日から2014年（平成26年）3月31日まで恵那山トンネルと共に、通行料金が一般区間並みに引き下げられた。その後、2014年4月1日より当面10年間実施の予定で、ETC無線通行時に限り料金引き下げが行われていたが、2024年（令和6年）4月1日から2034年（令和16年）3月31日まで引き続き料金引き下げを行うこととなった。

## 隣
E17 関越自動車道
(15)水上IC - 谷川岳PA - 関越TN - 土樽PA - (16)湯沢IC

## 関越トンネルを取り扱った番組・作品
- 中日映画社（ニュース映画）「近くなった日本海 -関越道全通-」1985年
- 『機動警察パトレイバー』（アニメ） - 初期OVA第7話「特車隊、北へ！」1989年
- 『十津川警部・雪と戦う』（小説）2004年
- 『プロジェクトX〜挑戦者たち〜』（NHK総合テレビ） - 「悲願の関越トンネル 一発発破に懸ける」2005年
- 『ミッドナイト・バス』（小説・映画）小説は2014年、映画は2018年
- 『関越自動車道の歌』作詞：宮内昭征 / 作曲：森田光雄 / 編曲：青木秀夫 - 日本道路公団東京第二建設局
- 『関越トンネル音頭』作詞：武部健一・補作：内田彰 / 作曲：平野実 - 日本道路公団東京第二建設局